# Ernst Klett Verlag
Ernst Klett Verlag je německé učebnicové nakladatelství. Jeho sídlem je Stuttgart. Od roku 1995 patří nakladatelství pod akciovou společnost Klett Gruppe.

## Historie
Původní nakladatelství bylo založeno Ernstem Klettem starším roku 1897. Ernst Klett mladší založil regionální učebnicový program díky odkupu nakladatelství Bonz-Verlag v roce 1930. Roku 1945 obdržel jako jeden z prvních německých nakladatelů vydavatelskou licenci od americké vlády.
První z doposud používaných učebnicových řad angličtiny Learning English a matematiky Lambacher Schweizer byly vydány roku 1947. V roce 1956 byla zřízena první informační kancelář mimo Stuttgart v bavorském Mnichově. Již od roku 1962 začalo nakladatelství vydávat učebnice s kazetami pro multimediální výuku.
Roku 1968 bylo založeno kartografické oddělení. K učebnicím biologie začaly být od roku 1970 vydávány materiály použitelné pro zpětné projektory. V roce 1971 představilo nakladatelství na pedagogickém veletrhu v Dortmundu testovací program pro využití výpočetní techniky ve výuce. Téhož roku začaly vznikat také první audiovizuální nahrávky, určené pro předmět biologie.
V roce 1990 Ernst Klett Verlag otevřel jako první západoněmecké nakladatelství svou pobočku v Leipzigu. Roku 1992 odkoupilo nakladatelství kartografickou společnost VEB Hermann Haack Geographisch-Kartographische Anstalt Gotha, která dříve dodávala učebnice Německé demokratické republice. Nakladatelství dnes uchovává jednu z největších geogragicko-kartografických sbírek Evropy tzv. Perthes-Sammlung.
Logo společnosti je tvořeno tzv. Klett-Lilie. Jedná se stylizované písmeno e a k (iniciály zakladatele nakladatelství Ernsta Kletta mladšího), vytvořené roku 1953.